# Фелікс Казімеж Потоцький
Фе́лікс Казімеж Пото́цький (пол. Feliks Kazimierz Potocki, 1630 — 15 травня 1702) — польський шляхтич гербу Пилява, військовий і державний діяч Республіки Обох Націй (Речі Посполитої). Засновник Кристинополя.

## Біографія
Син Станіслава «Ревери» Потоцького та його дружини Зоф'ї Каліновської (Калиновської; донька вінницького старости Валентія Александра Каліновського), рідний брат Анджея Потоцького.
Воював під командуванням Стефана Чарнецького, Станіслава Єжи Себастьяна Любомирського (майбутнього тестя), Яна III Собеського, беручи участь в усіх важливих кампаніях, починаючи від Шведського потопу.
В останні роки життя короля Яна ІІІ часто гостював у нього в Жовкві, Вілянуві, Куликові.
Був власником чималих маєтностей (міст, зокрема, спільно з братом Анджеєм були дідичами Підгайців, Кристинополя містечок, сіл; зокрема, Тартакова, якому за його сприяння король надав маґдебурґію, Мужилова).
Помер у Кристинополі (місто назвав на честь своєї дружини Кристини), був похований у фундованому ним бернардинському костелі святого Духа в місті.

### Посади
Підстолій коронний — 1663 р., воєвода: сєрадзький — 1669 р., воєвода київський — 1682 р., воєвода краківський — 1683 р. Гетьман польний коронний — 1692 р., каштелян краківський, гетьман великий коронний — 1702 р. Маршалок сейму 1669 року. Староста: белзький, красноставський, грубешівський, ропчицький, сокальський, тлумацький, ніжинський.

## Сім'я
Перша дружина — княжна Кристина з Любомирських, донька польного гетьмана коронного Станіслава Єжи Себастьяна Любомирського. Діти:
- Міхал — волинський воєвода, староста красноставський , сокальський
- Юзеф — староста белзький, ропчицький
- Станіслав Владислав Потоцький  — белзький воєвода, староста грубешівський
- Єжи — староста тлумацький, грабовецький
- Маріанна Потоцька — дружина:
  - старости богуславського, солотвинського Станіслава Кароля Яблоновського
  - люблінського воєводи, солотвинського старости Адама Пйотра Тарла; о. Каспер Несецький ТІ на перших сторінках 2-го тому «Корони польської…» написав їй присвяту.[7]